# Distretto di Taurija
Il distretto di  Taurija è uno dei tredici distretti della provincia di Pataz, in Perù. Si trova nella regione di La Libertad e si estende su una superficie di 130,09  chilometri quadrati.